# Tom Skerritt
Thomas Roy Skerritt (Detroit; 1933. augusztus 25. – ) Primetime Emmy-díjas amerikai színész.
Filmes szerepei közé tartozik a MASH (1970), A nyolcadik utas: a Halál (1979), A holtsáv (1983), a Top Gun (1986) és, a Folyó szeli ketté (1992).
Legfontosabb televíziós alakítása a Kisvárosi rejtélyek című drámasorozatban volt, 1992 és 1996 között. Skerritt 1993-ban Primetime Emmy-díjat nyert legjobb férfi főszereplő (drámasorozat) kategóriában és kétszer Golden Globe-ra is jelölték a sorozattal.

## Filmográfia

### Film
| Év   | Magyar cím                          | Eredeti cím                       | Szerep                                   | Magyar hang      |
| ---- | ----------------------------------- | --------------------------------- | ---------------------------------------- | ---------------- |
| 1962 | Háborús vadászat                    | War Hunt                          | Stan Showalter őrmester                  |                  |
| 1964 |                                     | One Man's Way                     | Leonard Peal                             |                  |
| 1965 |                                     | Those Calloways                   | Whit Turner                              |                  |
| 1970 | MASH                                | MASH                              | Augustus Bedford 'Duke' Forrest százados | Kőszegi Ákos     |
| 1971 | Vad vándorok (Vad csavargók)        | Wild Rovers                       | John Buckman                             | Csőre Gábor      |
| 1971 | Harold és Maude                     | Harold and Maude                  | motoros rendőr                           | Vass Gábor       |
| 1972 | Mr. Süket trükkjei                  | Fuzz                              | Bert Kling nyomozó                       | Ujréti László    |
| 1974 | Tolvajok, mint mi                   | Thieves Like Us                   | Dee Mobley                               |                  |
| 1974 | Run, Run, Joe!                      | Arrivano Joe e Margherito         | Margherito                               | Jakab Csaba      |
| 1974 | Keresztmama                         | Big Bad Mama                      | Fred Diller                              |                  |
| 1975 |                                     | The Devil's Rain                  | Tom Preston                              |                  |
| 1976 |                                     | Plot of Fear                      | főfelügyelő                              |                  |
| 1976 |                                     | Madama, La                        | Rick Dylan                               |                  |
| 1977 | Fordulópont                         | The Turning Point                 | Wayne Rodgers                            |                  |
| 1978 | A nagy szívás                       | Up in Smoke]                      | Strawberry                               |                  |
| 1978 | Jégvárak                            | Ice Castles                       | Marcus Winston                           | Sörös Sándor     |
| 1979 | A nyolcadik utas: a Halál           | Alien                             | Arthur Dallas kapitány                   | Harmath Imre     |
| 1979 | A nyolcadik utas: a Halál           | Alien                             | Arthur Dallas kapitány                   | Vass Gábor       |
| 1981 |                                     | A Dangerous Summer                | Howard Anderson                          |                  |
| 1981 |                                     | Savage Harvest                    | Casey                                    |                  |
| 1981 | Észak csöndje                       | Silence of the North              | Walter Reamer                            |                  |
| 1982 | Megtorlás                           | Fighting Back                     | John D'Angelo                            |                  |
| 1983 | A holtsáv                           | The Dead Zone                     | George Bannerman seriff                  | Balázsi Gyula    |
| 1986 | Top Gun                             | Top Gun                           | Mike 'Viper' Metcalf parancsnok          | Fülöp Zsigmond   |
| 1986 | Top Gun                             | Top Gun                           | Mike 'Viper' Metcalf parancsnok          | Forgács Gábor    |
| 1986 | Űrtábor                             | SpaceCamp                         | Zach Bergstrom                           | Felföldi László  |
| 1986 | Űrtábor                             | SpaceCamp                         | Zach Bergstrom                           | Mihályi Győző    |
| 1986 | Pokoltábor                          | Opposing Force                    | Logan                                    | Csankó Zoltán    |
| 1986 | Bölcsesség                          | Wisdom                            | Lloyd Wisdom                             | Tarján Péter     |
| 1987 |                                     | Maid to Order                     | Charles Montgomery                       |                  |
| 1987 | Chicago Blues – A nagyváros         | The Big Town                      | Phil Carpenter                           |                  |
| 1988 |                                     | Honor Bound                       | Sam Cahill                               |                  |
| 1988 | Kopogó szellem 3.                   | Poltergeist III                   | Bruce Gardner                            | Orosz István     |
| 1989 | Szent menedék                       | Big Man on Campus                 | Dr. Webster                              |                  |
| 1989 | Acélmagnóliák                       | Steel Magnolias                   | Drum Eatenton                            | Szombathy Gyula  |
| 1990 | A zöldfülű                          | The Rookie                        | Eugene Ackerman                          | Szélyes Imre     |
| 1992 | Poison Ivy – Szex, hazugság, bosszú | Poison Ivy                        | Darryl Cooper                            | Horányi László   |
| 1992 | Gyilkosság lólépésben               | Knight Moves                      | Frank Sedman százados                    | Kozák András     |
| 1992 | Vad orchideák 2.                    | Wild Orchid 2: Two Shades of Blue | Ham McDonald                             | Rubold Ödön      |
| 1992 | Folyó szeli ketté                   | A River Runs Through It           | John Maclean tiszteletes                 | Kertész Péter    |
| 1992 | Folyó szeli ketté                   | A River Runs Through It           | John Maclean tiszteletes                 | Rosta Sándor     |
| 1992 | Facérok                             | Singles                           | Mayor Weber                              |                  |
| 1997 | Kapcsolat                           | Contact                           | David Drumlin                            | Szersén Gyula    |
| 1998 | Füstjelek                           | Smoke Signals                     | rendőrfőnök                              |                  |
| 1999 | Carla új élete                      | The Other Sister                  | Dr. Radley Tate                          | Végvári Tamás    |
| 2001 | Texas Rangers                       | Texas Rangers                     | Richard Dukes                            | Balázsi Gyula    |
| 2002 | Nyitott szívek                      | Changing Hearts                   | Johnny Pinkley                           |                  |
| 2002 | A zöld mail                         | Greenmail                         | Tom Bradshaw                             |                  |
| 2003 | A Nap könnyei                       | Tears of the Sun                  | Bill Rhodes százados                     | Áron László      |
| 2003 |                                     | Swing                             | George Verdi                             |                  |
| 2006 | Bonneville                          | Bonneville                        | Emmett                                   | Sörös Sándor     |
| 2007 |                                     | The Velveteen Rabbit              | ló (hangja)                              |                  |
| 2008 |                                     | Beer for My Horses                | Wilson Landry seriff                     |                  |
| 2009 | Vakító fehérség                     | Whiteout                          | Dr. John Fury                            | Végvári Tamás    |
| 2009 |                                     | For Sale by Owner                 | Clive Farrier                            |                  |
| 2009 |                                     | Rivers of a Lost Coast            | narrátor                                 |                  |
| 2010 | Fekete-fehér blues                  | Redemption Road                   | Santa                                    | Barbinek Péter   |
| 2011 |                                     | Your Love Never Fails             | Jack                                     |                  |
| 2012 | Ted                                 | Ted                               | önmaga                                   | Cs. Németh Lajos |
| 2013 | Middleton                           | At Middleton                      | Dr. Roland Emerson                       | Szokolay Ottó    |
| 2013 |                                     | Redwood Highway                   | Pete                                     |                  |
| 2014 |                                     | Field of Lost Shoes               | Ulysses S. Grant                         |                  |
| 2016 | Hologram a királynak                | A Hologram for the King           | Ron                                      |                  |
| 2017 |                                     | Lucky                             | Fred                                     |                  |
| 2017 |                                     | Day of Days                       | Mr. Walter                               |                  |

### Televízió

#### Tévéfilm
| Év   | Magyar cím                           | Eredeti cím                             | Szerep                           | Magyar hang    |
| ---- | ------------------------------------ | --------------------------------------- | -------------------------------- | -------------- |
| 1971 |                                      | The Birdmen                             | Orville 'Fitz' Fitzgerald        |                |
| 1975 | Az utolsó nap                        | The Last Day                            | Bill Powers                      | Kránitz Lajos  |
| 1978 |                                      | Maneaters are Loose!                    | John Gosford                     |                |
| 1984 | Gyilkosság naptár alapján            | Calendar Girl Murders                   | Dan Stoner hadnagy               |                |
| 1984 |                                      | A Touch of Scandal                      | Dwelle atya                      |                |
| 1986 | Előttem álló mérföldek               | Miles to Go...                          | Stuart Browning                  |                |
| 1986 | Apád, anyád idejöjjön: Iker siker    | The Parent Trap II                      | Bill Grand                       |                |
| 1987 |                                      | Poker Alice                             | Jeremy Collins                   |                |
| 1988 | Mozgó célpont                        | Moving Target                           | Joseph Kellogg                   | Juhász Jácint  |
| 1988 | Rémálom Bitter Creekben              | Nightmare at Bittercreek                | Ding                             | Vass Gábor     |
| 1989 | Dupla csavar                         | The Heist                               | Ebbet Berens                     | Fazekas István |
| 1989 | Vörös király, fehér lovag            | Red King, White Knight                  | Stoner                           | Kertész Péter  |
| 1990 | Krimi a Sárga-tónál                  | The China Lake Murders                  | Sam Brodie seriff                | Szersén Gyula  |
| 1990 | Gyerek az éjszakában                 | Child in the Night                      | Bass                             | Kristóf Tibor  |
| 1990 | Románc                               | She'll Take Romance                     | Warren Danvers bíró              | Tordy Géza     |
| 1992 | Felhők mögött kék az ég              | Getting Up and Going Home               | Jack Montgomery                  |                |
| 1992 | Menekülés a pokolból                 | In Sickness and in Health               | Jarrett Mattison                 |                |
| 1997 | Gyűlölet                             | Divided by Hate                         | Steve Riordan                    |                |
| 1997 |                                      | What the Deaf Man Heard                 | Norm Jenkins                     |                |
| 1998 | Ketten Texasért                      | Two for Texas                           | Sam Houston                      | Szersén Gyula  |
| 1999 |                                      | Into the Wild Blue                      | dokumentumfilm narrátora         |                |
| 2000 | A média áldozata                     | An American Daughter                    | Walter                           |                |
| 2000 | Délidő                               | High Noon                               | Will Kane                        |                |
| 2000 |                                      | Jackie Bouvier Kennedy Onassis          | Joseph P. 'Joe' Kennedy          |                |
| 2001 |                                      | The Voyage to Atlantis: The Lost Empire | dokumentum-rövidfilm házigazdája |                |
| 2002 | Háború a háborúról                   | Path to War                             | William Westmoreland tábornok    | Csuha Lajos    |
| 2004 | Szeptember 11. – Terror a fedélzeten | Homeland Security                       | Admiral McKee                    |                |
| 2005 |                                      | Vinegar Hill                            | Fritz Grier                      |                |
| 2006 | A mamut                              | Mammoth                                 | Simon Abernathy                  | Dengyel Iván   |
| 2006 | Sivatagi rémálom                     | Stephen King's Desperation              | John Edward Marinville           | Csuha Lajos    |
| 2008 | Dr. Jekyll és Mr. Hyde               | Dr. Jekyll and Mr. Hyde                 | Gabe Utterson                    | Szersén Gyula  |
| 2011 | Szerelmed nem hagy el                | A Valentine's Date                      | Jack Connors                     | Barbinek Péter |
| 2016 |                                      | Journey Back to Christmas               | Tobias Cook                      |                |

## Fordítás
- Ez a szócikk részben vagy egészben  a   Tom Skerritt című angol Wikipédia-szócikk fordításán alapul.  Az eredeti cikk szerkesztőit annak laptörténete sorolja fel. Ez a jelzés csupán a megfogalmazás eredetét és a szerzői jogokat jelzi, nem szolgál a cikkben szereplő információk forrásmegjelöléseként.